# Barrios Unidos (Panama)
Barrios Unidos ist ein Corregimiento des Bezirks Aguadulce in der Provinz Coclé in Panama. Bei der Volkszählung im Jahr 2023 hatte es 9991 Einwohner. Das Corregimiento erstreckt sich über eine Fläche von 64,9 km².
Die politische Verwaltungseinheit wurde durch Gesetz Nr. 58 vom 29. Juli 1998 geschaffen, infolge der Erklärung der Verfassungswidrigkeit des Gesetzes Nr. 2 von 1981.

## Bevölkerung
Die folgende Tabelle zeigt die Bevölkerung des Corregimientos Barrios Unidos, wie es in den Volkszählungen 2000, 2010 und 2023 erfasst wurde.
| Jahr         | 2000 | 2010 | 2023 |
| ------------ | ---- | ---- | ---- |
| Einwohner    | 8610 | 9390 | 9991 |
| davon Männer | 4185 | 4602 | 4902 |
| davon Frauen | 4425 | 4788 | 5089 |

## Orte
Im Corregimiento Barrios Unidos befinden sich folgende Orte:
- Barrios Unidos
- Bella Vista
- El Gallo
- El Salado
- La Caleta
- Los Indios o Punta Piedra